# Jayce Johnson
Jayce Johnson (Dana Point, 1º agosto 1997) è un cestista statunitense.

## Carriera

### Club
Dopo aver trascorso la carriera universitaria con gli Utah Utes e i Marquette Golden Eagles, il 27 luglio 2020 firma il primo contratto professionistico con il Sibiu. Il 13 luglio 2021 si trasferisce ai Gifu Swoops, club giapponese militante nella terza divisione della B.League.
Nel 2022 viene scelto al draft della NBA G League dai Santa Cruz Warriors, che lo inseriscono nel proprio roster; resta con la squadra californiana fino al gennaio del 2024, quando viene scambiato ai Motor City Cruise.
Il 30 luglio 2024 firma con la Pallacanestro Trieste.

### Nazionale
Nel febbraio del 2024 ha disputato, con la nazionale statunitense due partite di qualificazione alla FIBA Americup 2025.

## Statistiche

### College
| Anno      | Squadra             | PG  | PT | MP   | TC%  | 3P% | TL%  | RP  | AP  | PRP | SP  | PP  |
| --------- | ------------------- | --- | -- | ---- | ---- | --- | ---- | --- | --- | --- | --- | --- |
| 2016-2017 | Utah Utes           | 32  | 6  | 12,3 | 56,5 | -   | 43,4 | 4,3 | 0,1 | 0,1 | 0,6 | 4,0 |
| 2017-2018 | Utah Utes           | 30  | 1  | 16,8 | 52,2 | -   | 63,0 | 5,4 | 0,2 | 0,3 | 0,9 | 5,5 |
| 2018-2019 | Utah Utes           | 29  | 25 | 21,9 | 59,7 | -   | 40,0 | 7,7 | 0,5 | 0,3 | 1,1 | 7,1 |
| 2019-2020 | Marquette G. Eagles | 27  | 1  | 14,7 | 62,9 | -   | 50,0 | 5,7 | 0,4 | 0,1 | 0,6 | 3,8 |
| Carriera  | Carriera            | 118 | 33 | 16,3 | 57,4 | -   | 49,0 | 5,8 | 0,2 | 0,3 | 0,8 | 5,1 |

### G League
| Anno      | Squadra           | PG | PT | MP   | TC%  | 3P%  | TL%  | RP   | AP  | PRP | SP  | PP   |
| --------- | ----------------- | -- | -- | ---- | ---- | ---- | ---- | ---- | --- | --- | --- | ---- |
| 2022-2023 | S.C. Warriors     | 43 | 27 | 23,1 | 56,2 | 50,0 | 55,3 | 11,9 | 1,6 | 0,3 | 1,1 | 8,6  |
| 2023-2024 | S.C. Warriors     | 16 | 2  | 18,1 | 59,7 | -    | 50,0 | 8,8  | 1,2 | 0,1 | 0,8 | 5,9  |
| 2023-2024 | Motor City Cruise | 19 | 12 | 25,9 | 55,5 | 0,0  | 50,0 | 10,7 | 1,2 | 0,6 | 1,1 | 10,8 |
| Carriera  | Carriera          | 78 | 41 | 22,7 | 56,4 | 33,3 | 53,1 | 11,0 | 1,4 | 0,3 | 1,0 | 8,6  |